# (3419) Guth
(3419) Guth est un astéroïde de la ceinture principale.

## Description
(3419) Guth est un astéroïde de la ceinture principale. Il fut découvert le 8 mai 1981 à l'observatoire Kleť par Ladislav Brožek. Il présente une orbite caractérisée par un demi-grand axe de 3,21 UA, une excentricité de 0,06 et une inclinaison de 17,5° par rapport à l'écliptique.

## Compléments